# Короткохвостый хомячок
Короткохвостый хомячок  (лат. Cricetulus alticola) — вид грызунов семейства хомяковые, обитающий в высокогорьях Тибета. 

## Внешний вид
Длина тела составляет от 8 до 9,8 см, вес — от 22 до 48 г. Шерсть серо-жёлто-бурого цвета без пятен.

## Распространение
Короткохвостый хомячок распространён на севере Южной Азии и в Китае. В Южной Азии встречается в северной Индии и в западном Непале на высоте около 4000 м над уровнем моря. В Китае обычно встречается на высоте от 3100 до 5200 м над уровнем моря. Вид обитает в хвойных и берёзовых лесах, в степях, кустарниках, на болотистых и горных лугах.

## Питание
Активен преимущественно ночью, но может быть активен и в течение дня. Питается семенами растений и насекомыми.

## Размножение
Размножение проходит в период с мая по август, пик рождений приходится на июнь-июль. В помёте от 5 до 10, чаще 7—8 детёнышей.